# Le Bosc (Hérault)
Le Bosc is een gemeente in het Franse departement Hérault (regio Occitanie). De plaats maakt deel uit van het arrondissement Lodève. Le Bosc telde op 1 januari 2022 1.406 inwoners.

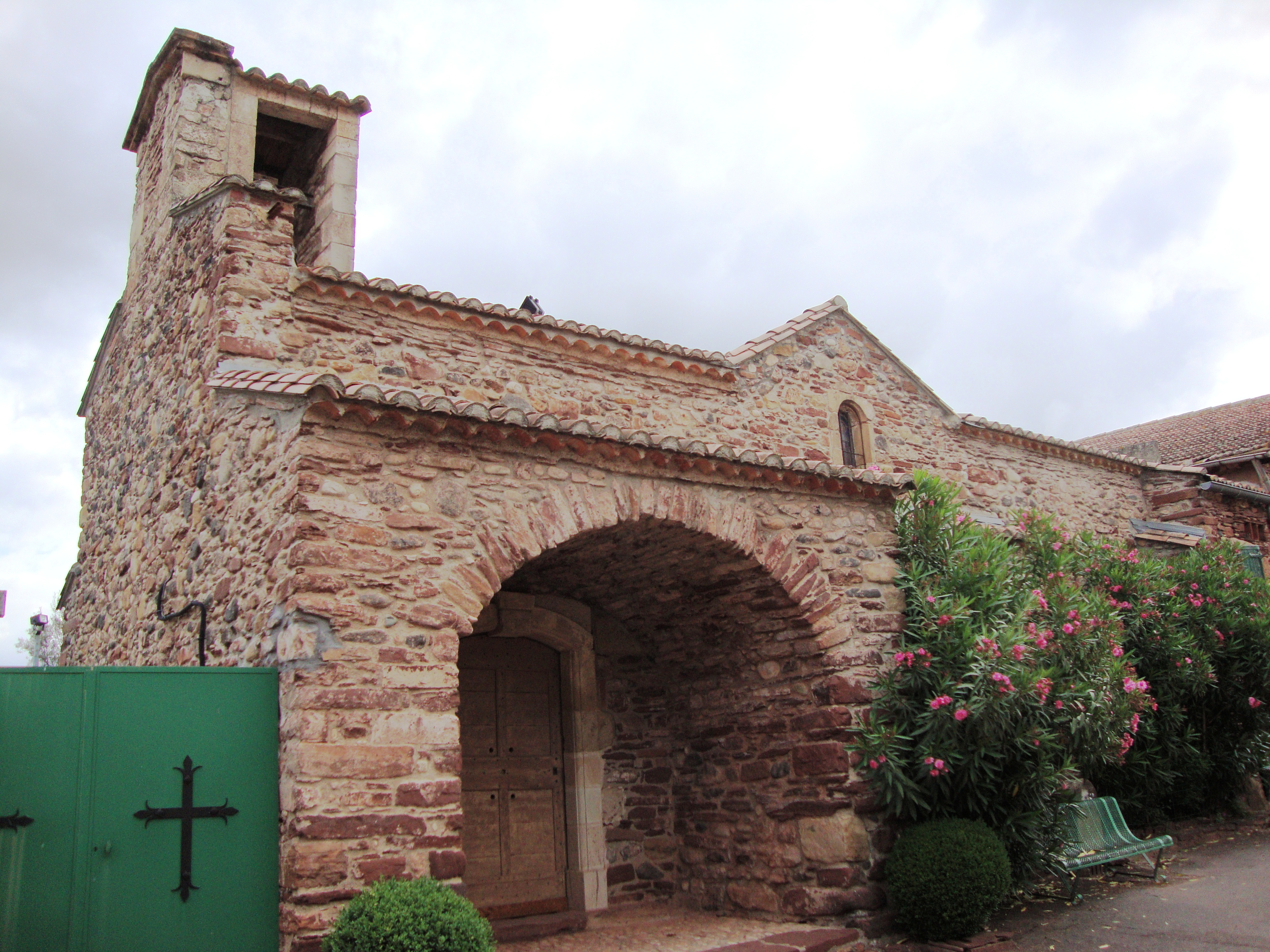
Kerk van St. Fréchoux
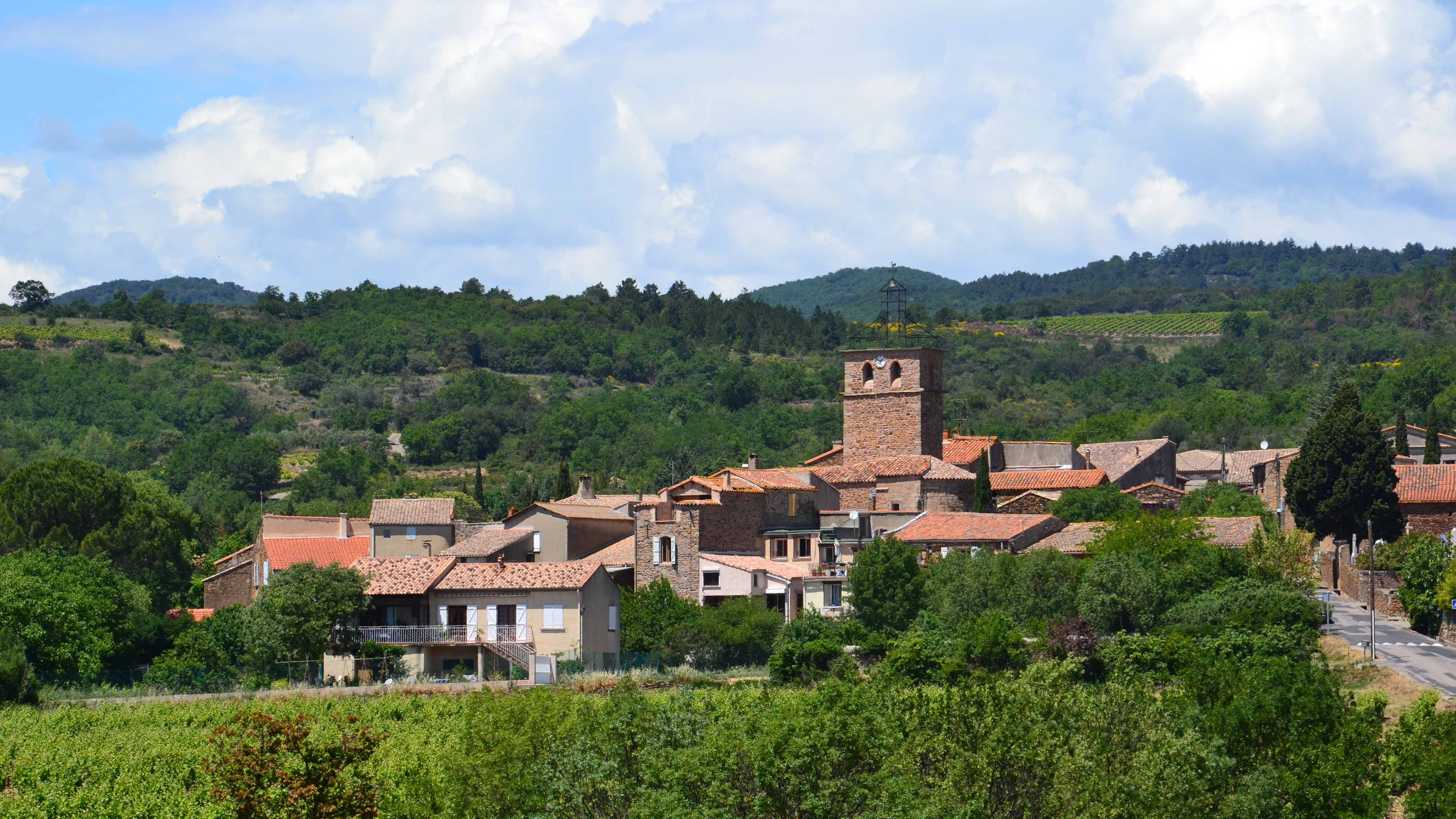
Gezicht op Le Bosc

## Geografie
De oppervlakte van Le Bosc bedroeg op 1 januari 2022 28,13 vierkante kilometer; de bevolkingsdichtheid was toen 50 inwoners per km².

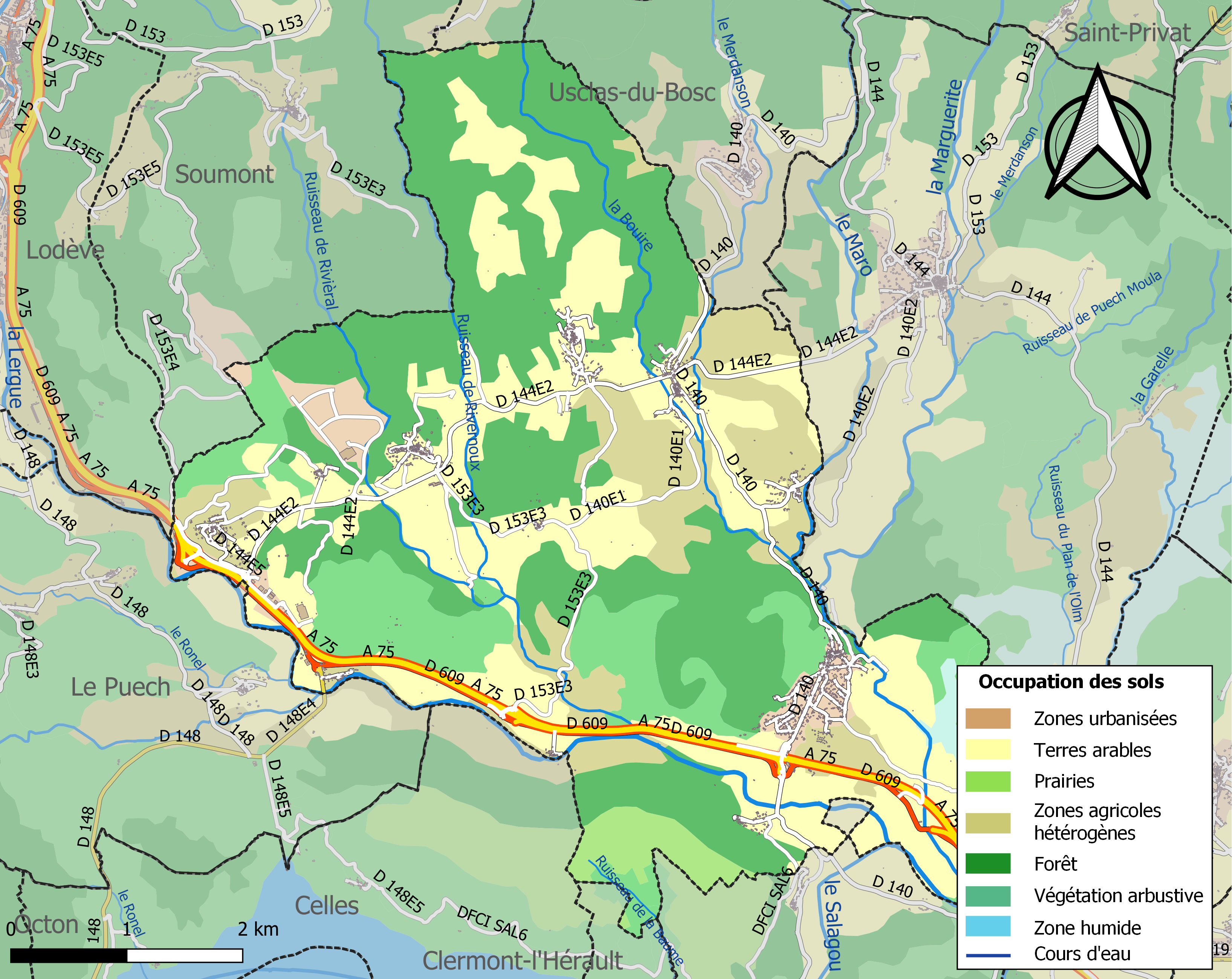
Kaart van de gemeente met belangrijkste infrastructuur, bodemgebruik en omliggende gemeenten

## Demografie
Onderstaande figuur toont het verloop van het inwonertal (bron: INSEE-tellingen).